# Glycera dibranchiata
Glycera dibranchiata är en ringmaskart som beskrevs av Ehlers 1868. Glycera dibranchiata ingår i släktet Glycera och familjen Glyceridae. Inga underarter finns listade i Catalogue of Life.